# Vir illustris
Vir illustris (slovensko slavni mož) je bil v pozni antiki uradni naslov najvišjih senatorskih položajev v Rimskem in Bizantinskem cesarstvu.  
Vsi senatorji so se sprva naslavljali z vir clarissimus (zelo slaven mož), od sredine 4. stoletja pa se je naslov razdelil na  vir illustris in vir spectabilis (občudovanja vreden mož). Slednji je bil nižji od vir illustris.

## Zgodovina

### Izvor
Navada, da se je v pozni antiki k imenom rimskih senatorjev dodajal naslov vir clarissimus, se je razvila postopoma  v prvih dveh stoletjih našega štetja. V 4. stoletju se je število senatorjev zelo povečalo. Naslov vir clarissimus je postal zelo običajen in izgubil svoj sijaj in se zato razdelil na dva naslova: vir spectabilis za senatorje z višjim položajem in  vir illustris za tiste z nižjim. Naslov vir illustris se je prvič pojavil leta 354 za pretorijanskega prefekta. Nekaj desetletij se je uporabljal nedosledno, potem pa vedno bolj dosledno, morda zaradi uradne kodifikacije časti, ki jo je leta 372 uvedel cesar Valentinijan I.

### Položaji
Položaji, ki so imeli pravico do naslova, so se s časom spreminjali. Notitia dignitatum iz zgodnjega 5. stoletja omenja naslednje položaje:
- Praefectus praetorio (pretorijanski prefekt)
- Praefectus urbi (mestni prefekt Rima)
- Magister militum (poveljnik oboroženih sil)
- Praepositus sacri cubiculi (prepozit svete spalnice)
- Magister officiorum (predstojnik (državnih) uradov)
- Quaestor sacri palatii (kvestor svete palače)
- Comes sacrarum largitionum (komes božanskih zakladov, visok davčni uradnik)
- Comes rerum privatarum (komes  [cesarjeve] zasebne lastnine)
- Comes domesticorum equitum sive peditum (komes domače konjenice ali pehote)[6]

Naslov se je pogosto podeljeval tudi konzulom in priložnostno nižjim uradnikom. V teh primerih lahko naziv kaže na razširitev meril za podeljevanje ali preprosto za častno podelitev naslova posamezniku.

### Kasnejši razvoj
Illustres so kmalu začeli šteti za aktivne člane senata. Do sredine 5. stoletja od spectabiles in clarissimi niso več pričakovali sodelovanja v senatu. Med vladanjem cesarja Justinijana I. so vsi senatorji veljali za Illustres, kar je naslov razvrednotilo,  podobno kot naslov clarissimus stoletje pred tem. Visoki uradniki so se zato začeli naslavljati z vir gloriosus ali gloriosissimus  in vir magnificus.

## Pisne oblike
V starodavnih napisih in rokopisih se je bolj pogost naslov inlustris. Ker so bili illustres podskupina clarissimi, se je naslov pogosto pisal kot "vir clarissimus et illustris", zlasti v uradnih dokumentih. Krajši naslov se je običajno okrajšal kot  "v. i." (množina "vv. ii."), "v. inl." ali "vir inl.", daljši pa kot  "v. c. et inl."
V merovinškem in karolinškem obdobju sta bila udomačena naslova  vir inluster in viri inlustres.